# Отель «Мечта»
«Оте́ль „Мечта́“» (англ. Hotel Reverie) — третий эпизод седьмого сезона британского научно-фантастического телесериала «Чёрное зеркало». Сценарий написал создатель и шоураннер сериала Чарли Брукер, а режиссёром выступила Хаолу Ванг. Премьера наряду с остальной частью седьмого сезона состоялась 10 апреля 2025 года на Netflix.
По сюжету эпизода, актриса Брэнди Фрайдей (Исса Рэй) снимается в ремейке романтического фильма 1940-х годов, который создаётся с помощью искусственного интеллекта — им смоделированы локации и персонажи, а Брэнди помещают в эту виртуальную реальность. «Отель „Мечта“» тепло приняли критики, которые похвалили игру Рэй, визуальные эффекты и более мрачный тон по сравнению с другими эпизодами сериала.

## Сюжет
Актриса Брэнди Фрайдей получает от компании ReDream предложение сняться в высокотехнологичном ремейке романтического фильма 1940-х годов «Отель „Мечта“». Она соглашается на эту роль при условии, что сыграет доктора Алекса Палмера, главного мужского персонажа.
Когда Брэнди приезжает на студию, она узнаёт, что для съёмок её сознание будет перенесено в мир самого фильма, который вместе с его персонажами создан искусственным интеллектом. В виртуальном мире Брэнди взаимодействует с цифровыми копиями оригинальных персонажей, а сам фильм снимается как пьеса. Не зная всех подробностей о виртуальном мире, Брэнди непреднамеренно меняет сюжет фильма, что запускает цепную реакцию, которая всё больше расходится с оригинальным сценарием.
Брэнди пытается исправить ситуацию, непреднамеренно называя Клару (Эмма Коррин), главного женского персонажа, именем играющей её актрисы — Дороти Чемберс. Это пробуждает в Кларе сознание. Из-за этой ошибки Брэнди оказывается в ловушке симуляции и не может выйти, пока не произнесёт последнюю фразу фильма.
Член съёмочной группы проливает кофе на один из компьютеров, на котором запущена симуляция, в результате чего все в виртуальном мире, кроме Бренди и Клары, замирают, а Брэнди лишается возможности контактировать с внешним миром. Бренди рассказывает Кларе, что та ненастоящая и часть симуляции. Найдя границу виртуального мира, Клара пересекает её и начинает видеть воспоминания Дороти из реальной жизни.
Клара узнаёт, что Дороти была проблемной кинозвездой и, вероятно, лесбиянкой, которая умерла от передозировки барбитуратов. Клара возвращается в симуляцию, где они с Брэнди, признавшись друг другу в любви, проводят несколько месяцев.
В реальном мире прошло меньше часа. Съёмочной группе удаётся исправить ошибку и откатить симуляцию до её возникновения, стерев таким образом воспоминания Клары. Брэнди с трудом переживает это, однако продолжает идти по сценарию фильма. Когда антагонист фильма, муж Клары Клод, пытается застрелить Брэнди, Клара убивает его, хотя в изначальном сюжете доктора Палмера спасает полиция. Полиция убивает Клару, и та умирает на руках у Бренди. Заливаясь слезами, Брэнди произносит последнюю фразу, и фильм заканчивается, позволяя ей выйти из симуляции.
Несколько месяцев спустя на Streamberry состоялась премьера фильма «Отель „Мечта“: Перерождение». Вспоминая о времени, проведённом с Кларой в симуляции, Брэнди приходит домой, где обнаруживает подарок от одного из продюсеров — телефон, позволяющий ей общаться с симуляцией Клары.

## Производство
Первоначально Брукер хотел написать эпизод в жанре ужасов, в котором герой общался бы с помощью кадров из старых фильмов. У него также была идея, в которой человек в плохой физической форме играл Джеймса Бонда в технологической экранизации. После просмотра романтического фильма 1945 года «Короткая встреча» Брукер решил объединить эти две идеи и преобразовать их в романтическую историю.
В одной из сцен с Брэнди и её агентом кратко показана видеоигра Balatro 2024 года. Брукер ранее заявлял о своей зависимости от этой игры и предупреждал, что после выхода Balatro на мобильных платформах производительность человечества снизится на 25 %.

## Критика
На сайте-агрегаторе рецензий Rotten Tomatoes эпизод получил рейтинг свежести 89 % на основе 9 рецензий критиков.
Критики похвалили визуальные эффекты, а также игру Рэй и Коррин. Collider назвал этот эпизод худшим в 7 сезоне. В то же время Луиза Меллор из Den of Geek оценила эпизод на 5/5 звёзд.